# Прибрежный (Свердловская область)
Прибре́жный — посёлок в муниципальном округе Краснотурьинск Свердловской области России.

## География
Посёлок Прибрежный расположен в 10 километрах (по автодороге в 11 километрах) к северу от города Краснотурьинска, в долине реки Устеи (левого притока реки Турьи). В посёлке имеется пруд, а в 2 километрах к западу от Прибрежного на реке Устее расположены ещё два водоёма.

## История
Указом Президиума Верховного Совета РСФСР от 08.07.1985 г. посёлок 11 сельхозучастка переименован в Прибрежный. 

## Население
| 2002 | 2010 |
| ---- | ---- |
| 263  | ↘243 |